# Huehuetlán Segunda Sección
Huehuetlán Segunda Sección är en ort i Mexiko.   Den ligger i kommunen San Francisco Huehuetlán och delstaten Oaxaca, i den sydöstra delen av landet, 270 km sydost om huvudstaden Mexico City. Huehuetlán Segunda Sección ligger 1 795 meter över havet och antalet invånare är 644.
Terrängen runt Huehuetlán Segunda Sección är kuperad åt sydväst, men åt nordost är den bergig. Terrängen runt Huehuetlán Segunda Sección sluttar österut. Runt Huehuetlán Segunda Sección är det tätbefolkat, med 369 invånare per kvadratkilometer. Närmaste större samhälle är Huautla de Jiménez, 12,9 km sydost om Huehuetlán Segunda Sección. I omgivningarna runt Huehuetlán Segunda Sección växer i huvudsak städsegrön lövskog.